# Базель (порт)
47°35′05″ пн. ш. 7°35′18″ сх. д. / 47.5847° пн. ш. 7.5883° сх. д.
Порт Базель або Швейцарські порти Рейну (нім. Schweizerische Rheinhäfen) (раніше Рейнські порти Базеля) — установа державного права, що належить кантонам Базель-Ланд і Базель-Штадт, яка управляє трьома частинами порту вздовж Рейну. 
Ці річкові порти є найважливішими терміналами імпорту та експорту Швейцарії.
Свобода судноплавства по Рейну, який є судноплавним від Райнфельдена до Роттердама, гарантується Мангаймським актом від 17 жовтня 1868 року. 
Це означає, що Швейцарія має гарантований міжнародним правом доступ до моря і з 1992 року може дістатися до Угорщини та Південної Європи через канал Рейн — Майн — Дунай.

## Історія
З давніх часів Рейн був важливим транспортним шляхом між Північним морем і Середземним морем. 
У XIX столітті Верхній Рейн, який раніше вільно звивався, був випрямлений. 
Це збільшило швидкість потоку , що призвело до збільшення ерозії. 
Це надзвичайно ускладнило судноплавство, тому ділянка між Страсбургом і Базелем вважалася непрохідною для сучасних великих теплоходів.
У 1902 році інженер Рудольф Гелпке опублікував текст «Розширення великого судноплавства по Рейну від Страсбурга до Базеля», в якому він стверджував, що Верхній Рейн є судноплавним до Базеля. 
У 1903 році він надав практичний доказ, піднявшись на гвинтовому пароплаві «Юстиція» до Середнього мосту. 
2 червня 1904 року буксир «Knipscheer IX» був першим буксиром, який досяг Базеля з баржею «Christina», завантаженою 300 тоннами вугілля.
Перший 

порт Базеля був побудований в 1906-11 рр. на 168,0 км Рейну на лівому березі — в Санкт-Йоганні. 
Цей найстаріший порт на Рейні в Базелі було закрито у 2010 році, а портові споруди знесено. 
Сьогодні тут розташований кампус хімічної компанії Novartis; берегову смугу перетворено на набережну.
У 1914 році почалося планування порту в Клайнгюнінгені. 
Будівництво гавані почалося в 1919 році, а перший буксир причалив у серпні 1922 року.
У 1924 році розроблено проект порту в районі «Беумлігоф» між Ріеном і Базелем, але він не був реалізований. 

У 1936-39 рр. побудовано порт в Кляйнгюнінгені в рамках проекту створення нових робочих місць Базельським Арбайтсрапеном. 
Введено в експлуатацію після Другої світової війни. 
Викопаний матеріал був використаний для зворотної засипки футбольного стадіону Санкт-Якоб Парк.
У 1937-40 рр. портові споруди були також побудовані в Бірсфельдені та Муттенці.
Однак судноплавство було дуже залежне від рівня води; особливо коли вода була низькою, іноді було неможливо плавати днями або тижнями. 
Це змінилося, коли в 1950-х рр. Франція завершила будівництво Великого Ельзаського каналу. 
Відтоді Верхній Рейн став судноплавним незалежно від рівня води, за винятком повеней.
У 2007 році три порти на Рейні Базель, Бірсфельден і Муттенц були об’єднані в публічну компанію «Swiss Rhine Ports». 
Юридична штаб-квартира компанії — Бірсфельден, керівництво — у Базелі. 
Директор – Флоріан Ретлінгшофер.
В останні роки судноплавство на Рейні, через зміну клімату, було обмежено або припинено в багатьох місцях через низький рівень води. 
Влітку 2018 року почалися роботи з поглиблення судноплавного каналу біля Базеля приблизно на 30 см шляхом днопоглиблення. 

## Рейнські порти
У 2009 році 10 відсотків загальної зовнішньої торгівлі Швейцарії проходило через три порти на Рейні в місті Базель, а 30-40 відсотків річного споживання нафти в Швейцарії покривається поставками через порти на Рейні.

### Аугафен-Муттенц

Аерофотознімок Аугафена в 1964 році

Аугафен розташований на лівому березі Рейну в кантоні Базель-Ланд, є частиною порту Бірсфельден, але знаходиться в муніципалітеті Муттенц. 
Побудований в 1937-40 рр. і з того часу кілька разів розширювався. 
Рідке паливо та пальне обробляються та зберігаються в Аугафені. 
Він також використовується для обробки важких вантажів, рослинної олії, добрив, оксиду алюмінію та зерна.

### Бірсфельден
Порт Бірсфельден розташований на лівому березі Рейну в кантоні Базель-Ланд і знаходиться в муніципалітеті Бірсфельден. 
Споруджено в 1937-40 рр. і з того часу кілька разів розширювався. 
Цей порт спеціалізується на обробці та зберіганні рідкого палива та сухих вантажів.
Перевантажувальний термінал управляється Swissterminal. 
Має 4 пірса загальною довжиною 560 м.

### Кляйнгюнінген

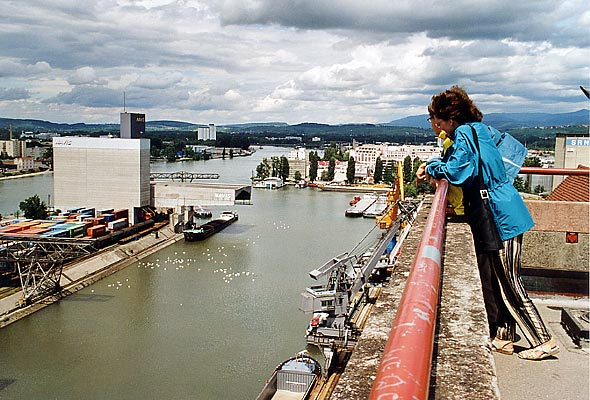
Вид із силосної вежі в гавані Кляйнгюнінген

Порт Кляйнгюнінген, іноді також званий порт Клайбек-Кляйнгюнінген, розташований у житловому районі Кляйнгюнінген у Базелі на Кляйнбазелі (правий берег Рейну) на трифінії кордону Швейцарія/Німеччина/Франція. 
Порт складається з двох портових басейнів I і II і поворотного басейну. 
Кляйнгюнінген має три контейнерні термінали та різні силоси та резервуари. 
Окрім контейнерів, в основному обробляються сухі вантажі, такі як сталь, алюміній, кольорові метали та рідкі матеріали.
2 серпня 1922 року відкрито І портовий басейн. 
До 1924 року були побудовані кранові системи та будівлі для судноплавних компаній. 
Портовий басейн II побудовано в 1936-39 рр..
Операторами перевантажувальних терміналів є Swissterminal і Contargo.
Кляйнгюнінген є штаб-квартирою «Управління судноплавства та патентної експертизи на Рейні» та портом пасажирського судноплавства Базеля. 
Крім того, з 9 квітня 1941 року Базель є офіційним портом приписки швейцарського морського судноплавства. 
Перевантажувальні потужності містять три контейнерних термінали, силоси, резервуари та інші споруди для рідких матеріалів, кольорових металів, сталі та алюмінію.

## Опис
- Площа 1,3 км²
- Потенціал перевалки близько 15 млн тонн вантажів на рік
- Реалізація 6,5 млн тонн (2010)
- 100 км залізничної колії
- Довжина берегової лінії 7 км
- Силоси загальною місткістю 385 000 м³ зерна
- 80 000 м³ інших сипучих вантажів
- Резервуари на 1 250 000 м³ рідких вантажів
- 250 000 м² критих складів
- 200 000 м² відкритих складів (контейнерних терміналів)
- 60 кранів вантажопідйомністю від 5 т до 400 т

## Найближчі порти Рейну
Двома найближчими портами на Рейні нижче за течією є порт Вайль-на-Рейні та вище за течією порт Райнфельден, обидва в Німеччині.

## Об'єднання портів Рейну
Під час голосування виборців Базеля за договір про порт на Рейні 81% голосів схвалили спільний подальший розвиток портів на Рейні та співпрацю з містом Базель.
Зі злиттям двох портів на основі договору Рейнського порту та відокремленням від адміністрації були створені передумови для інтегрованого маркетингу та оптимізованого використання портових територій. 
Як державна установа швейцарські порти Рейну отримали свободу дій, необхідну для виживання в міжнародній конкуренції – проти портів Рурської області, а також проти залізниць. 
Стало можливе гнучкіше використання зони портів. 
Коливання експорту/імпорту краще регулюється. 
Це забезпечує довгострокову прибутковість і очікується вища додана вартість.

## Майбутнє
У найближчі десятиліття в терміналі Кляйнгюнінген очікуються значні зміни в просторовому плануванні. 
Портові споруди на берегах Рейну (Клайбек і Вестквей) у середньостроковій перспективі мають поступитися місцем новим спорудам. 
Однак передумовою для цього є те, що логістичні об’єкти, які зараз там знаходяться, будуть побудовані в нових місцях. 

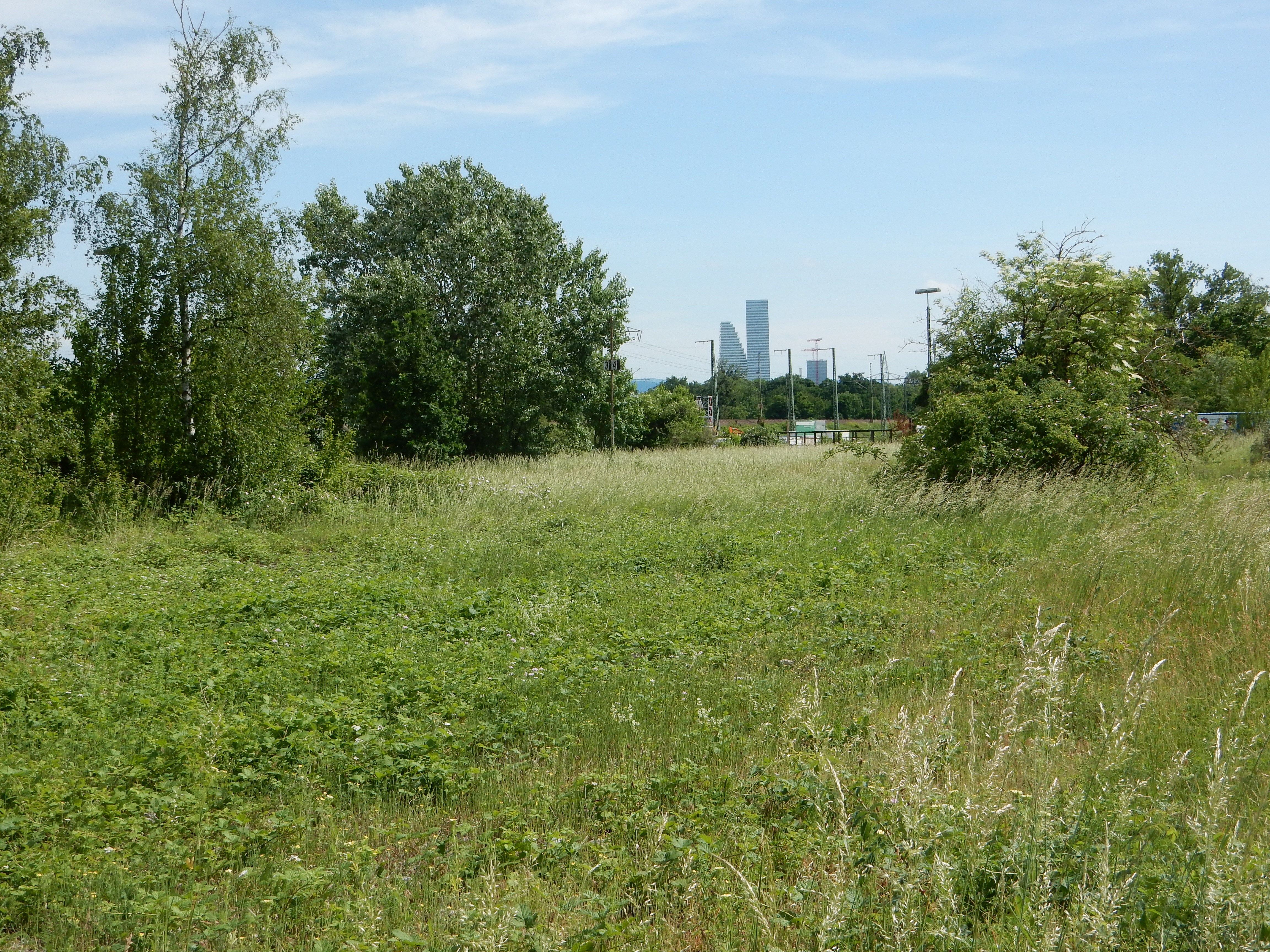
«Gateway Basel Nord» – планована територія будівництва

Великий проект і набагато більше, ніж просто нове місцерозташування — новий контейнерний термінал «Basel Gateway Nord» (GBN), який має бути сполучений з Рейном третім портовим басейном. 
Цей спільний проект швейцарських Рейнських портва та SBB Cargo є відповіддю на плани розширення морських портів, включаючи, зокрема, розширення контейнерних потужностей у роттердамському Маасвлакте 2. 
Різні прогнози припускають, що це збільшення потужностей щонайменше подвоїть контейнерний трафік для Швейцарії. 
Очікується, що термінал «Basel Gateway North» оброблятиме до 390 000 контейнерів на рік. (Для порівняння: сьогодні в Базельському порту щорічно завантажується 100 000 контейнерів.) 

 
У 2020 році проект був схвалений на референдумі кантоном Базель-Штадт із 57% голосів «за». 

## Штаб-квартира округу Базель

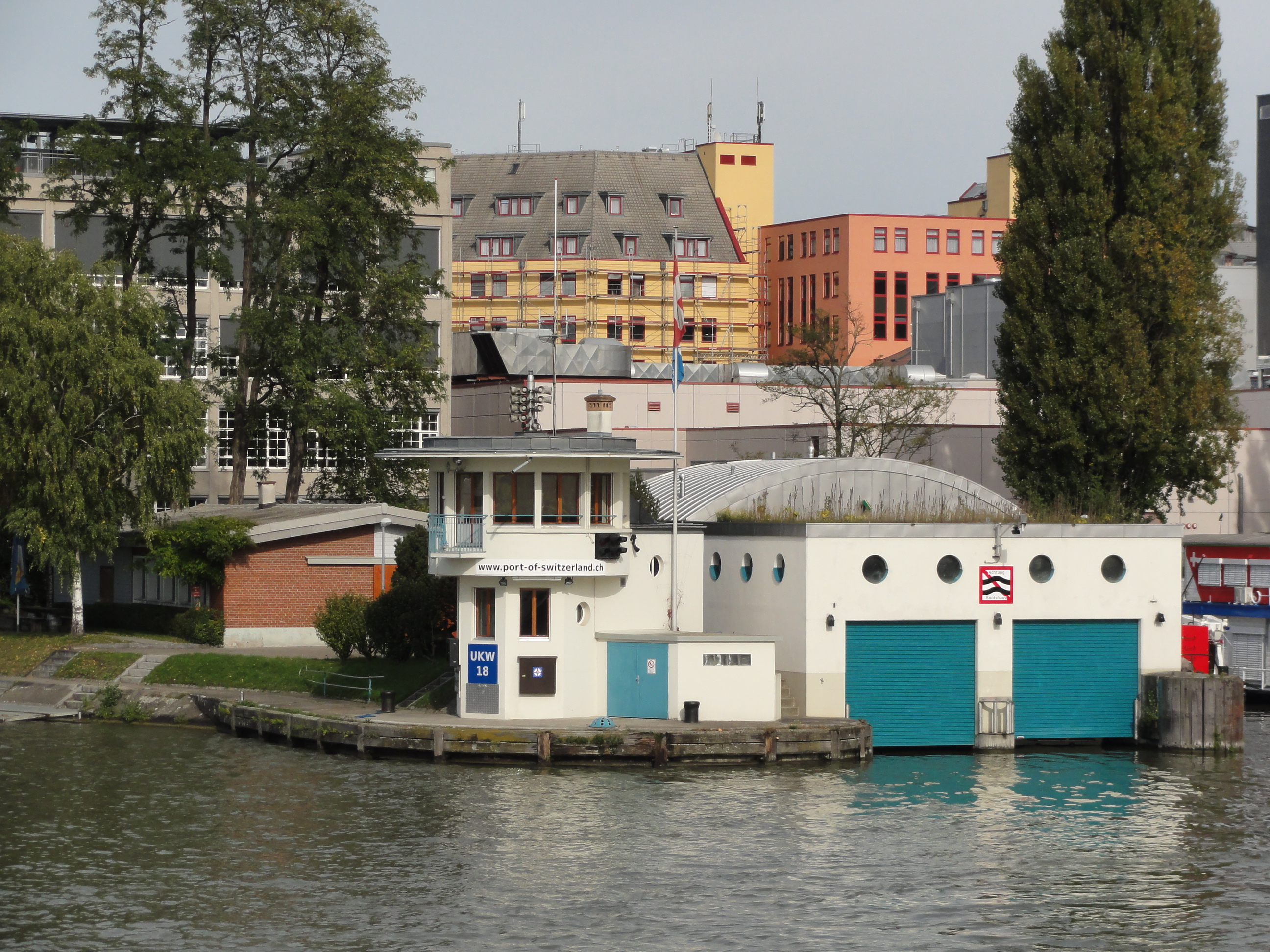
Штаб-квартира округу Базель

Порт Базель управляється окружним центром, який контролює судноплавство по Рейну між Мерктом (Німеччина) і Райнфельденом. 

Баштоподібна будівля з консольним верхнім поверхом, побудована в 1943 році, розташована біля входу в Рейнський порт Кляйнгюнінген, безпосередньо на кордоні з Німеччиною на південь від Драйлендербрюкке. 
Він внесений до переліку місць, які варто охороняти в Швейцарії. 